# Joseph Fiennes
Joseph Alberic Twisleton-Wykeham-Fiennes (wym. ˈfaɪnz; ur. 27 maja 1970 w Salisbury) – angielski aktor, reżyser, producent filmowy, teatralny i telewizyjny.

## Życiorys

### Wczesne lata
Urodził się w Salisbury z bratem bliźniakiem Jacobem Markiem (z zawodu został leśniczym) jako najmłodszy z sześciorga dzieci fotografa Marka Fiennesa (1933–2004) i pisarki, a także pejzażystki, Jennifer „Jini” (z domu Lash; 1938–1993), publikującej swoje książki pod pseudonimem Jini. Najstarszy brat Ralph (ur. 22 grudnia 1962) jest aktorem, siostra Martha Maria (ur. 5 lutego 1965) została reżyserką teatralną, brat Magnus Hubert (ur. 1965) to kompozytor. Druga siostra, Sophia Victoria (ur. 1967), została producentką. Ma także przybranego brata Michaela „Micka” Emery’ego (ur. 31 grudnia 1952) – z zawodu archeologa.
Dorastał w West Cork w Irlandii. W wieku 17 lat ukończył szkołę artystyczną w Suffolk i zaczął występować w Young Vic Youth Theatre, po czym pracował w kuchni w National Theatre. Podjął studia w renomowanej Guildhall School of Music and Drama w Londynie.

### Kariera
Już jako profesjonalista debiutował na West Endzie w spektaklu Kobieta w czerni (The Woman In Black). Przez dwa sezony brał udział w przedstawieniach wystawnych przez Royal Shakespeare Company, m.in. Jak wam się podoba Szekspira, Miesiąc na wsi (A Month in the Country), Syn człowieczy (Son of Man), Komedianci (Les enfants du Paradis), jednej z bardziej skomplikowanych emocjonalnie sztuk Szekspira – Troilus i Kresyda (Troilus and Cressida) i Zielarskie łóżko (The Herbal Bed) Petera Whelana.
Po raz pierwszy na srebrnym ekranie wystąpił w dramacie komediowym Rozterki Poppy Carew (The Vacillations of Poppy Carew, 1995). Jego debiutem kinowym była niewielka rola Christophera w melodramacie Bernardo Bertolucciego Ukryte pragnienia (Stealing Beauty, 1996). Przełomem w jego karierze był rok 1998, kiedy to został okrzyknięty „gwiazdą jutra”, znalazł się w obsadzie komedii romantycznej Marta i wielbiciele (Martha, Meet Frank, Daniel and Laurence), wystąpił w nagrodzonej Broadcast Film Critics Association roli Lorda Roberta Dudleya, hrabiego Leicesteru, kochanka królowej Elżbiety I (Cate Blanchett) w dramacie biograficznym Elizabeth oraz w nagrodzonym Oskarem filmie Zakochany Szekspir (Shakespeare in Love) zagrał postać młodego Williama Szekspira, a za tę rolę odebrał nagrody: krytyków Las Vegas – Sierra Award, Blockbuster Entertainment, krytyków w Chicago i MTV za najlepszy pocałunek z Gwyneth Paltrow.

## Życie prywatne
Spotykał się z aktorkami: Sarą Griffiths (1991–1998), Catherine McCormack (1998–2000), australijską piosenkarką Natalie Imbruglią (1999) i Fioną Holly (2001–2002).
15 sierpnia 2009 roku w Toskanii poślubił szwajcarską modelkę Maríę Dolores Diéguez. Mają dwie córki – Sam (ur. 8 marca 2010) i Isabel (ur. 29 grudnia 2011).

## Filmografia
| Rok  | Tytuł                                                                                 | Rola                       | Reżyser              |
| ---- | ------------------------------------------------------------------------------------- | -------------------------- | -------------------- |
| 1995 | Rozterki Poppy Carew (The Vacillations of Poppy Carew, TV)                            | Willy Guthrie              | James Cellan Jones   |
| 1996 | Ukryte pragnienia (Stealing Beauty)                                                   | Christopher Fox            | Bernardo Bertolucci  |
| 1998 | Marta i wielbiciele (Martha, Meet Frank, Daniel and Laurence/The Very Thought of You) | Laurence                   | Nick Hamm            |
| 1998 | Elizabeth                                                                             | Lord Robert Dudley         | Shekhar Kapur        |
| 1998 | Zakochany Szekspir (Shakespeare In Love)                                              | William Shakespeare        | John Madden          |
| 1999 | Na zawsze moja (Forever Mine)                                                         | Manuel Esquema/Alan Riply  | Paul Schrader        |
| 2000 | Ślepe naboje (Rancid Aluminium)                                                       | Sean Deeny                 | Edward Thomas        |
| 2001 | Wróg u bram (Enemy at the Gates)                                                      | Komisarz Daniłow           | Jean-Jacques Annaud  |
| 2001 | Proch i pył (Dust)                                                                    | Elijah                     | Milčo Mančevski      |
| 2002 | Leo                                                                                   | Stephen                    | Mehdi Norowzian      |
| 2003 | Urok mordercy (Killing Me Softly)                                                     | Adam Tallis                | Chen Kaige           |
| 2003 | Sindbad: Legenda siedmiu mórz (Sinbad: Legend of the Seven Seas)                      | Proteus (głos)             | Tim Johnson          |
| 2003 | Luter (Luther)                                                                        | Marcin Luter               | Eric Till            |
| 2004 | Kupiec wenecki (The Merchant of Venice)                                               | Bassanio                   | Michael Radford      |
| 2005 | VI Batalion (The Great Raid)                                                          | Major Gibson               | John Dahl            |
| 2005 | Człowiek człowiekowi (Man to Man)                                                     | Jamie Dodd                 | Régis Wargnier       |
| 2006 | Biegając z nożyczkami (Running With Scissors)                                         | Neil Bookman               | Ryan Murphy          |
| 2006 | Nagrody Darwina (The Darwin Awards)                                                   | Michael Burrows            | Finn Taylor          |
| 2007 | Goodbye Bafana                                                                        | strażnik James Gregory     | Bille August         |
| 2008 | The Escapist                                                                          | Lenny Drake                | Rupert Wyatt         |
| 2008 | Czerwony baron (Der rote Baron)                                                       | Arthur Roy Brown           | Nikolai Müllerschön  |
| 2008 | You Me and Captain Longbridge                                                         | Narrator                   | Kenny Doughty        |
| 2008 | Wiosna 1941 (Spring 1941)                                                             | dr Artur Planck, mąż Klary | Uri Barbasz          |
| 2009 | Pod prąd (Against the Current)                                                        | Paul Thompson              | Peter Callahan       |
| 2014 | The Games Maker                                                                       | Morodian                   | Juan Pablo Buscarini |
| 2014 | Herkules (Hercules)                                                                   | Król Eurysteusz            | Brett Ratner         |
| 2015 | Strangerland                                                                          | Matthew Parker             | Kim Farrant          |
| 2015 | Psy                                                                                   | Amerykanin                 | Kalliopi Legaki      |
| 2016 | Zmartwychwstały (Risen)                                                               | Clavius                    | Kevin Reynolds       |
| 2016 | Elizabeth, Michael & Marlon (TV)                                                      | Michael Jackson            | Ben Palmer           |

### Seriale TV
- 2009–2010: FlashForward: Przebłysk jutra jako Mark Benford
- 2011: Camelot jako Merlin
- 2012–2013: American Horror Story: Asylum jako prałat Timothy Howard
- 2017–2018: Opowieść podręcznej jako komendant Fred Waterford